# EA Vancouver
EA Vancouver (também chamada de EA Burnaby) é uma  divisão da Electronic Arts que atua no desenvolvimento, produção, suporte de qualidade e tecnologia para jogos eletrônicos da empresa. Foi fundada como Distinctive Software em 1983 por Don Mattrick e posteriormente adquirida por US$ 11 milhões e rebatizada como EA Canada em 1991.
É o maior e mais antigo estúdio da Electronic Arts, e abriga o maior centro de controle de qualidade, captura de movimento de videogames do mundo. Além disso, a EA Vancouver é a sede de algumas das subsidiárias adicionais de outros estúdios presentes na Electronic Arts.

## História

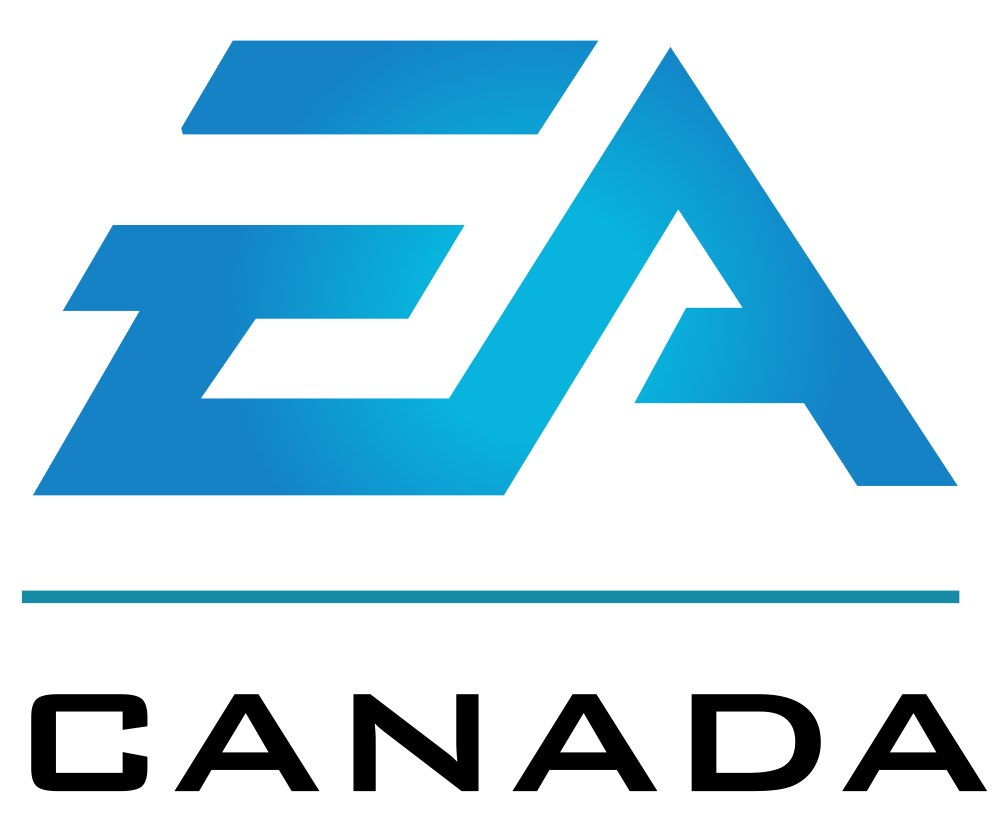
Segundo logotipo da EA Vancouver, quando na época se chamava EA Canada.

## Estúdios dentro de sua matriz
Devido ao seu grande campus e grande tamanho em termos de estrutura e números de funcionários, a EA Vancouver geralmente abriga muitas subsidiárias da Electronic Arts quando a editora decide por expandir alguns de seus estúdios extras na região do Canadá, facilitando o uso de tecnologias preparadas e não necessitando abrir novas sedes ou deslocar times para outras regiões. 
- BioWare Vancouver; formada em fevereiro de 2019.
- Frostbite Labs Vancouver; formada em maio de 2016.[4]
- Full Circle; formada em janeiro de 2021.[5]
- Motive Studios Vancouver; formada em junho 2018.[6]
- Respawn Vancouver; formada em maio de 2020.[7]

### Antigos
- EA Black Box; formada como Black Box Games em 1998, adquirida e renomeada em junho de 2022, encerrada em abril de 2013.[8][9]
- PopCap Vancouver; formada em 2011, encerrada em 2021.
- Quicklime Games; formada em 2010, encerrada em 2013.[9]